# Bryum submucronatum
Bryum submucronatum är en bladmossart som beskrevs av Philibert 1899. Bryum submucronatum ingår i släktet bryummossor, och familjen Bryaceae. Inga underarter finns listade i Catalogue of Life.